# قطره قطره (فیلم کوتاه)
فیلم کوتاه قطره قطره به کارگردانی فیلمساز جوان ایرانی سیدسجاد موسوی در سال ۱۳۹۱خورشیدی در استان قم ساخته شد.
این فیلم به موضوع آب و محیط زیست می‌پردازد.

## جوایز
- برنده جایزه بهترین فیلم جشنواره جهانی سینمای برلین ۲۰۱۳
- برنده جایزه بهترین فیلم متفاوت وخلاق جشنواره جهانی کودکان و نوجوانان سن دیگو آمریکا ۲۰۱۳
- مدال نقره جشنواره جهانی فیلم محیط زیستی دریاچه نقره‌ای صربستان ۲۰۱۳[۴]